# Teoria delle finestre rotte

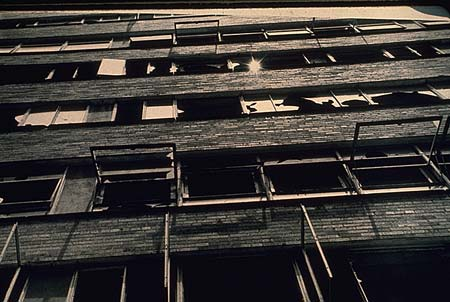
Finestre rotte nel complesso residenziale di Pruitt-Igoe

La teoria delle finestre rotte è una teoria criminologica sulla capacità del disordine urbano e del vandalismo di generare criminalità aggiuntiva e comportamenti anti-sociali. La teoria afferma che mantenere e controllare ambienti urbani reprimendo i piccoli reati, gli atti vandalici, la deturpazione dei luoghi, il bere in pubblico, la sosta selvaggia o l'evasione nel pagamento di parcheggi, mezzi pubblici o pedaggi, contribuisce a creare un clima di ordine e legalità e riduce il rischio di crimini più gravi.
Ad esempio l'esistenza di una finestra rotta (da cui il nome della teoria) potrebbe generare fenomeni di emulazione, portando qualcun altro a rompere un lampione o un idrante, dando così inizio a una spirale di degrado urbano e sociale. La teoria fu introdotta nel 1982 in un articolo di scienze sociali di James Q. Wilson e George L. Kelling.

## Esperimento
Nel 1969 il professor Philip Zimbardo condusse un esperimento di psicologia sociale presso l'Università di Stanford. Egli lasciò due automobili identiche, stessa marca, modello e colore abbandonate in strada, una nel Bronx, zona povera e conflittuale di New York, l'altra a Palo Alto, città ricca e tranquilla della California. Lo scenario era quindi quello di due identiche auto abbandonate in due quartieri con tipologie molto diverse di abitanti, con una squadra di specialisti in psicologia sociale a studiare il comportamento delle persone in ciascun sito.
Ciò che accadde fu che l'automobile abbandonata nel Bronx cominciò ad essere smantellata in poche ore, perdendo le ruote, il motore, gli specchi, la radio, e così via; tutti i materiali che potevano essere utilizzati vennero rubati e quelli non utilizzabili vennero distrutti. Al contrario, l'automobile abbandonata a Palo Alto rimase intatta. In tali casi è comune attribuire le cause del crimine alla povertà. Tuttavia, l'esperimento in questione fu proseguito. Dopo una settimana, durante la quale la vettura abbandonata nel Bronx era stata completamente demolita mentre quella a Palo Alto era rimasta intatta, i ricercatori decisero di rompere un vetro della vettura a Palo Alto; in breve tempo i ricercatori assistettero alla stessa dinamica di vandalismo che avevano registrato nel Bronx: furto, violenza e vandalismo ridussero il veicolo lasciato a Palo Alto nello stesso stato di quello abbandonato nel distretto malfamato di New York.

### Ulteriori ricerche
La pubblicazione dell'articolo di James Q. Wilson e George L. Kelling ebbe molto successo negli ambienti di studio della criminologia. Nel 2007 e nel 2008 Kees Keizer e colleghi, all'Università di Groninga, hanno condotto una serie di esperimenti sociali controllati per determinare se l'effetto del disordine esistente (come la presenza di rifiuti o l'imbrattamento da graffiti) avesse aumentato l'incidenza di criminalità aggiuntive come il furto, il degrado o altri comportamenti antisociali.
Gli scienziati scelsero diversi luoghi urbani successivamente trasformati in due modi diversi ed in tempi diversi. Nella prima fase ("il controllo") il luogo fu mantenuto ordinato, libero da graffiti, finestre rotte, ecc. Nella seconda fase ("l'esperimento"), il medesimo ambiente fu trasformato in modo da farlo sembrare in preda all'incuria e carente di ogni tipo di controllo: furono rotte le finestre degli edifici, le pareti furono imbrattate con graffiti e venne accumulata sporcizia. I ricercatori controllarono segretamente i vari luoghi urbani, osservando come le persone si comportavano in modo diverso dopo che l'ambiente era stato appositamente reso disordinato. I risultati dello studio corroborarono quindi la teoria.

## Applicazione a New York
Nel 1994 il sindaco di New York Rudolph Giuliani, con l'aiuto del commissario Bill Bratton, applicò la teoria delle finestre rotte per combattere il crimine nella metropolitana della città. L'operazione, da cui ebbe il via la strategia di tolleranza zero, consisteva semplicemente nel far pagare il biglietto ai viaggiatori e nel ridipingere e aggiustare le stazioni della metropolitana. Questo bastò a cancellare l'idea che la metropolitana fosse una zona abbandonata e senza regole, producendo un crollo delle attività criminali.
Secondo alcuni tuttavia questo effetto deve però essere inserito all'interno di un calo della violenza criminale iniziato già prima dell'ascesa di Giuliani nel 1990; inoltre il calo della criminalità violenta sarebbe stato altrettanto netto nelle città americane che non avevano applicato la politica della tolleranza zero, comprese quelle impegnate in una politica di segno opposto, volta a curare un rapporto costante con la cittadinanza per prevenire i reati, anziché perseguirli a oltranza. Durante il triennio 1984-87 a New York era infatti già stato tentato l'esperimento della tolleranza zero, con risultati opposti.
L'applicazione della tolleranza zero a New York ha attirato le attenzioni di Amnesty International che ha redatto un rapporto, in cui emerge, tra l'altro, che: 
- le richieste di risarcimento per danni causati da perquisizioni violente della polizia aumentò del 50%;
- le denunce penali per abusi e comportamenti arbitrari delle forze dell'ordine crebbe del 41%;
- nel solo biennio 1993-94 il numero di civili uccisi nel corso di operazioni di polizia crebbe del 35%;
- tra il 1992 e il 1997 i risarcimenti a civili per le violenze subite passarono da 13,5 milioni a 24 milioni di dollari.

Uno studio pubblicato su Nature il 25 settembre 2017 da Christopher M. Sullivan e Zachary P. O'Keeffe confuta la teoria, riportando quanto la repressione di piccoli crimini e gli interventi preventivi nel periodo tra fine 2014 ed inizi 2015 abbiano, al contrario, causato un incremento dei crimini maggiori, implicando che la repressione aggressiva di reati minori favorisca il verificarsi di reati più gravi.